# دانز استورس
دانز استورس (انگلیسی: Dunnes Stores) شرکت خرده‌فروشی ایرلندی است، که در سال ۱۹۴۴ توسط بن دان تأسیس شد.